# مخزن سد جیران‌باتان
مخزن سد جیران‌باتان (به لاتین: Jeyranbatan reservoir) یک مخزن سد در جمهوری آذربایجان است که در شهرستان آب‌شوران و در نزدیکی شهرهای باکو و سومقاییت واقع شده‌است.